# Burgstall Kobel
Der hochmittelalterliche Burgstall Kobel liegt versteckt auf dem Kobelberg (Stadt Neusäß, Ortsteil Westheim) im Landkreis Augsburg in Schwaben. Die kleine Burgstelle der ehemaligen Höhenburg vom Typus einer Turmhügelburg (Motte) ist von moderner Bebauung umgeben und wurde in den letzten Jahrzehnten deutlich in ihrem Bestand beeinträchtigt. 

## Geschichte
Diesem Bodendenkmal wurde früher gerne ein römischer Ursprung angedichtet. Christian Frank vermutete im 19. Jahrhundert hier einen Kultplatz der Göttin Isis, da in der Nähe römische Tonscherben mit Darstellungen der Göttin, des Osiris und des Anubis gefunden worden waren. Naheliegend wäre die Deutung als römischer Burgus, also als befestigter Wachtturm. Allerdings wäre ein solcher Turm hier im Inneren der ehemaligen Provinz Rätien eher ungewöhnlich. 
Am plausibelsten ist die heute verbreitete Interpretation als hochmittelalterlicher Ministerialensitz, etwa eines Dienstmannes der Kämmerer von Wellenburg. Die Kämmerer selbst waren Dienstleute der Bischöfe von Augsburg. Eine kleine archäologische Untersuchung (Schlagbohrung) konnte diese Interpretation im Jahr 1988 erhärten. Auf dem Burgplateau stand demnach ein Holzturm mit einer Seitenlänge von etwa 4,20 Meter. Einige Ziegelreste dürften von der Dacheindeckung stammen. Der Turm war von einer Palisadenreihe auf dem Randwall des Plateaus umgeben. Dieser Befund ergibt das typische Bild einer kleinen Niederadelsburg des 11./12. Jahrhunderts. Solche Turmhügel (Motten) waren zur Zeit des Territorialausbaues das verbreitete Statussymbol des neu entstehenden Dienstadels. In der näheren Umgebung haben sich zahlreichere weitere Beispiele erhalten.

## Beschreibung
Der Burgstall liegt am nordwestlichen Hang des Kobelberges, der auch die Wallfahrtskirche St. Maria von Loreto trägt. Die annähernd quadratische Turmplattform von rund 13 × 13 Meter wurde ursprünglich von einem kreisförmigen Graben mit Außenwall umgeben, den eine Palisadenreihe sicherte. Dieser Graben ist heute nur noch im Südwesten vorhanden, an den übrigen Seiten wurde er durch die moderne Überbauung weitgehend eingeebnet. Der erhaltene Rest ist etwa 1,5 Meter tief erhalten, der Turmhügel erhebt sich im Nordwesten noch bis zu fünf Meter über das Vorgelände.
Das Bayerische Landesamt für Denkmalpflege verzeichnet das Bodendenkmal als mittelalterlichen Turmhügel unter der Denkmalnummer D 7-7630-0038.